# Krakda
Krakda (em árabe: كراكدة) é um município localizado na província de El Bayadh, Argélia. Segundo o censo de 2008, a população total da cidade era de 1 750 habitantes.